# Asia Cup 2018
Der Asia Cup 2018 war die 14. Ausgabe des Cricketwettbewerbes für asiatische Nationalmannschaften und wurde vom 16. und 28. September 2018 in den Vereinigten Arabischen Emiraten im ODI-Format ausgetragen. Im Finale konnte sich Indien mit 3 Wickets gegen Bangladesch durchsetzen und damit das Turnier zum siebten Mal gewinnen.

## Teilnehmer
Die Teilnehmer waren die fünf asiatischen Nationen mit Teststatus und ein weiterer Teilnehmer, der in einem Qualifikationsturnier ermittelt wurde.
| - Afghanistan - Bangladesch - Hongkong | - Indien - Pakistan - Sri Lanka |

## Kaderliste
Bangladesch benannte seinen Kader am 29. August 2018. Indien und Sri Lanka benannten ihren Kader am 1. September 2018. Afghanistan benannte seinen Kader am 2. September 2018. Pakistan benannte seinen Kader am 4. September 2018. Hongkong benannte seinen Kader am 10. September 2018.
| ODI | ODI | ODI | ODI | ODI | ODI |
| Afghanistan | Bangladesch | Hongkong | Indien | Pakistan | Sri Lanka |
| --- | --- | --- | --- | --- | --- |
| - Asghar Afghan (K) - Javed Ahmadi - Munir Ahmad - Yamin Ahmadzai - Aftab Alam - Ihsanullah - Rashid Khan - Mohammad Nabi - Gulbadin Naib - Rahmat Shah - Hashmatullah Shahidi - Mohammad Shahzad (wk) - Samiullah Shenwari - Sayed Shirzad - Mujeeb Ur Rahman - Najibullah Zadran | - Masrafe Mortaza (K) - Shakib Al Hasan - Litton Kumar Das - Ariful Haque - Abu Hider Rony - Rubel Hossain - Tamim Iqbal - Nazmul Islam Apu - Mahmudullah - Mehidy Hasan Miraz - Mohammad Mithun - Mushfiqur Rahim (wk) - Mustafizur Rahman - Mosaddek Hossain Saikat - Nazmul Hossain Shanto | - Anshuman Rath (K) - Tanwir Afzal - Nadeem Ahmed - Tanveer Ahmed - Haroon Arshed - Christopher Carter - Babar Hayat - Aftab Hussain - Raag Kapur - Aizaz Khan - Ehsan Khan - Nizakat Khan - Waqas Khan - Cameron McAuslan - Scott McKechnie - Ehsan Nawaz - Kinchit Shah | - Rohit Sharma (K) - Shikhar Dhawan - Khaleel Ahmed - Jasprit Bumrah - Yuzvendra Chahal - MS Dhoni (wk) - Kedar Jadhav - Dinesh Karthik - Bhuvneshwar Kumar - KL Rahul - Manish Pandey - Deepak Chahar - Ravindra Jadeja - Ambati Rayudu - Siddarth Kaul - Kuldeep Yadav | - Sarfraz Ahmed (K, wk) - Shaheen Afridi - Asif Ali - Hasan Ali - Mohammad Amir - Faheem Ashraf - Babar Azam - Mohammad Junaid Khan - Shadab Khan - Mohammad Asif - Shoaib Malik - Shan Masood - Mohammad Nawaz - Haris Sohail - Imam-ul-Haq - Fakhar Zaman | - Angelo Mathews (K) - Amila Aponso - Dushmantha Chameera - Niroshan Dickwella (wk) - Akila Dananjaya - Danushka Gunathilaka - Suranga Lakmal - Lasith Malinga - Kusal Mendis - Dilruwan Perera - Kusal Perera (wk) - Thisara Perera - Kasun Rajitha - Dasun Shanaka - Dhananjaya de Silva - Upul Tharanga |

## Format
In einer Gruppenphase spielte zunächst jedes Team gegen jedes andere. Der Sieger eines Spiels bekam zwei Punkte, für ein Unentschieden oder No Result gab es einen Punkt. Die beiden Gruppenersten und Gruppenzweiten zogen in die Super Four-Runde ein. Dort spielte abermals jede Mannschaft gegen jede andere und der Gruppenerste und Gruppenzweite spielten im anschließend ein Finale den Turniersieger aus.

## Stadien
Die folgenden zwei Stadien in den Vereinigten Arabischen Emiraten wurden für das Turnier ausgewählt. Ursprünglich sollte das Turnier in Indien stattfinden, wurde allerdings dann auf Grund der Probleme zwischen Indien und Pakistan verschoben.
| Stadt     | Stadion                             | Kapazität |
| --------- | ----------------------------------- | --------- |
| Dubai     | Dubai International Cricket Stadium | 25.000    |
| Abu Dhabi | Sheikh Zayed Cricket Stadium        | 20.000    |

## Vorrunde

### Gruppe A
| Gruppe A | Sp. | S | N | NR | P | NRR    |
| -------- | --- | - | - | -- | - | ------ |
| Indien   | 2   | 2 | 0 | 0  | 4 | +1.474 |
| Pakistan | 2   | 1 | 1 | 0  | 2 | +0.284 |
| Hongkong | 2   | 0 | 2 | 0  | 0 | −1.748 |

| 16. September Scorecard | Dubai | Hongkong 116 (37.1)            | – | Pakistan 120-2 (23.4) |
|                         |       | Pakistan gewinnt mit 8 Wickets |   |                       |

| 18. September Scorecard | Dubai | Indien 285-7 (50)          | – | Hongkong 258-8 (50) |
|                         |       | Indien gewinnt mit 26 Runs |   |                     |

| 19. September Scorecard | Dubai | Pakistan 162 (43.1)          | – | Indien 164-2 (29) |
|                         |       | Indien gewinnt mit 8 Wickets |   |                   |

### Gruppe B
Tabelle
| Gruppe B    | Sp. | S | N | NR | P | NRR    |
| ----------- | --- | - | - | -- | - | ------ |
| Afghanistan | 2   | 2 | 0 | 0  | 4 | +2.270 |
| Bangladesch | 2   | 1 | 1 | 0  | 2 | +0.010 |
| Sri Lanka   | 2   | 0 | 2 | 0  | 0 | −2.280 |

Spiele 
| 15. September Scorecard | Dubai | Bangladesch 261 (49.3)           | – | Sri Lanka 124 (35.2) |
|                         |       | Bangladesch gewinnt mit 137 Runs |   |                      |

| 17. September Scorecard | Abu Dhabi | Afghanistan 249 (50)            | – | Sri Lanka 158 (41.2) |
|                         |           | Afghanistan gewinnt mit 91 Runs |   |                      |

| 20. September Scorecard | Abu Dhabi | Afghanistan 255-7 (50)           | – | Bangladesch 119 (42.1) |
|                         |           | Afghanistan gewinnt mit 136 Runs |   |                        |

## Super Four
| Super Four  | Sp. | S | N | U | NR | P | NRR    |
| ----------- | --- | - | - | - | -- | - | ------ |
| Indien      | 3   | 2 | 0 | 1 | 0  | 5 | +0.863 |
| Bangladesch | 3   | 2 | 1 | 0 | 0  | 4 | −0.156 |
| Pakistan    | 3   | 1 | 2 | 0 | 0  | 2 | −0.599 |
| Afghanistan | 3   | 0 | 2 | 1 | 0  | 1 | −0.044 |

| 21. September Scorecard | Dubai | Bangladesch 173 (49.1)       | – | Indien 174-3 (36.2) |
|                         |       | Indien gewinnt mit 7 Wickets |   |                     |

| 21. September Scorecard | Abu Dhabi | Afghanistan 257-6 (50)         | – | Pakistan 258-7 (49.3) |
|                         |           | Pakistan gewinnt mit 3 Wickets |   |                       |

| 23. September Scorecard | Dubai | Pakistan 237-7 (50)          | – | Indien 238-1 (39.3) |
|                         |       | Indien gewinnt mit 9 Wickets |   |                     |

| 23. September Scorecard | Abu Dhabi | Bangladesch 249-7 (50)         | – | Afghanistan 246-7 (50) |
|                         |           | Bangladesch gewinnt mit 3 Runs |   |                        |

| 25. September Scorecard | Dubai | Afghanistan 252-8 (50) | – | Indien 252 (49.5) |
|                         |       | Unentschieden          |   |                   |

| 26. September Scorecard | Abu Dhabi | Bangladesch 239 (48.5)          | – | Pakistan 202-9 (50) |
|                         |           | Bangladesch gewinnt mit 37 Runs |   |                     |

## Finale
| 28. September Scorecard | Dubai | Bangladesch 222 (48.3)       | – | Indien 223-7 (50) |
|                         |       | Indien gewinnt mit 3 Wickets |   |                   |